# Popp und Mingel
Popp und Mingel ist eine Kurzgeschichte von Marie Luise Kaschnitz. Sie erschien erstmals in dem Band Lange Schatten. Erzählungen, der 1960 bei Claassen in Hamburg veröffentlicht wurde.

## Inhalt
Ein namenloser Ich-Erzähler, Einzel- und Schlüsselkind männlichen Geschlechts, wahrscheinlich im Grundschulalter oder etwas darüber hinaus, berichtet, was ihm geschehen ist: Weil seine realen Eltern tagsüber nicht zu Hause sind und abends wenig Zeit für den Jungen aufwenden, hat er sich eine Ersatzfamilie geschaffen, von der niemand etwas weiß: Popp und Mingel, Harry und Luzia, die Phantasieeltern und -geschwister, sind normalerweise in einer Kiste im Schrank verwahrt und werden nur hervorgeholt, wenn der Junge mittags aus der Schule kommt, und schnell wieder weggeräumt, sobald das erste wirkliche Elternteil die Wohnung betritt. Jeden Tag inszeniert das Kind einen herzlichen Empfang im Familienkreis: Vater Popp, ein alter Fußball, wird in einen Sessel gesetzt, von wo aus er seinen „Jüngsten“ willkommen heißt, Bruder Harry, eine einzelne elfenbeinerne Schachfigur, fragt, wie es draußen auf der Prärie gewesen sei, und lässt sich spannende Geschichten erzählen, Mutter Mingel, eine beinlose alte Puppe, aus der bereits das Sägemehl rinnt, wird in die Küche mitgenommen, wo sie dem Jungen den „guten Bärenschinken“ aufwärmt, und Schwester Luzia wird beim Mittagessen von ihrem kleinen Bruder geneckt, bis die Eltern einschreiten und den Jungen ermahnen, sie in Ruhe zu lassen. Nach dem Essen spielt der Junge den ganzen Nachmittag lang das Familienleben weiter, mit Gesellschaftsspielen und kleinen Heimlichkeiten der „Kinder“ vor den besorgten „Eltern“, die den ganzen Tag zu Hause sitzen und auf ihren Nachwuchs warten und immer gleich besorgt um diesen sind.
Sie stellen damit den genauen Gegensatz zu den wirklichen Eltern des Jungen dar, die – die Geschichte spielt in der Nachkriegs- und Wirtschaftswunderzeit in Deutschland – damit beschäftigt sind, das Geld für Konsumgüter wie Musiktruhe und Auto zu verdienen und ihre Bekanntschaften zu pflegen. Äußerlich z. B. mit Nahrungsmitteln und Geld gut versorgt, vermisst der Junge die Zuwendung und Fürsorge, die nur seine Ersatzfamilie ihm zu bieten hat, denn seine reale Mutter, die als Sekretärin arbeitet, ist zwar abends nicht zu müde, um noch mit dem Vater auszugehen, findet aber Gesellschaftsspiele lästig und das Vorlesen von Büchern beschwerlich und meint, ihr Junge sei ja groß genug, um seine Bücher selbst zu lesen. Auch die Ausflüge in den Wald mit dem neuen Auto, die so verheißungsvoll angekündigt wurden, finden nicht statt, stattdessen nutzen die Eltern den Wagen, um mit Bekannten und ohne ihren Sohn wegzufahren. Dieser betont zwar, dass ihm das egal sei und ihm im Auto sowieso immer schlecht werde, wünscht sich aber andererseits, seine Mutter möge sich doch einmal richtig den Magen verderben und deswegen bei ihm zu Hause bleiben. Doch die Mutter bleibt immer rosig und gesund.
Eines Tages aber kümmert sie sich offenbar doch intensiver um die Wohnung, in der sonst oft die Betten ungemacht und die Frühstücksutensilien nicht aufgeräumt sind, wenn der Sohn aus der Schule kommt. Sie entdeckt wohl die in ihren Augen nutzlosen Gegenstände in der Schachtel im Schrank, wirft sie weg und füllt das Behältnis mit Dominosteinen.
Als der Junge nach Hause kommt und das gewohnte Spiel beginnen will, findet er seine „Familie“ nicht mehr vor. Zunehmend panisch durchsucht er die ganze Wohnung nach Popp, Mingel, Luzia und Harry, findet sie aber selbst im Mülleimer in der Küche nicht mehr vor. Ratlos überlegt er, ob er sich andere Gegenstände auswählen soll, die seine Familienmitglieder symbolisieren könnten, entscheidet sich aber gegen einen solchen Neuanfang. Im Grunde könnte er, so stellt er fest, sich jetzt einfach der etwas verwahrlosten Bande anschließen, die täglich unter seinem Fenster pfeift und ihn herausfordert, auch wenn er keinen Sinn in deren Beschäftigungen sieht, die z. B. aus dem Einwerfen von Schaufensterscheiben und dem Aufstechen von Autoreifen bestehen. Doch ehe er zu diesem Entschluss kommt, weil er, wie es im letzten Satz der Erzählung heißt, mit einem Mal weiß, „daß man kein Kind mehr ist“, hält er sich noch unschlüssig in der Küche auf, in der das zerknüllte Papier aus dem ausgeräumten Mülleimer noch auf dem Gasherd liegt. Dies erweist sich als verhängnisvoll. Der Junge kommt auf die Idee, alle vier Flammen des Gasherdes in Betrieb zu nehmen, und freut sich, weil diese so warm und „lebendig“ sind. Doch er setzt damit die Abfälle auf dem Herd in Brand, und die Flammen greifen rasch auf die Vorhänge über.
In diesem Moment kommt zum Glück der reale Vater nach Hause und verhindert einen größeren Wohnungsbrand. Doch seitdem wird der Junge offenbar als gestört und womöglich pyroman betrachtet und vom Arzt und dem Lehrer ausgefragt, wirft aber weder seinen realen Eltern die Vernachlässigung vor noch gibt er sein Geheimnis um seine zweite Familie preis. Die Rettung durch den realen Vater sei ja ein Glück gewesen, „nur daß  dann  eben  hinterher die ganze Fragerei gekommen ist und die Sache mit dem Lehrer und die mit dem Doktor, so als ob ich nicht ganz normal wäre oder als ob ich einen Zorn auf meine Eltern gehabt hätte. Und dabei hat  meine  Mutter  doch  gar  nicht  wissen  können,  was  sie  da weggeworfen  oder  verschenkt  hat, und überhaupt habe ich nichts gegen meine Eltern, sie sind, wie sie sind, und ich mag sie gern.  Nur daß es eben gewisse Sachen gibt, die man ihnen nicht erzählen kann, nur aufschreiben und dann  wieder  zerreißen,  wenn  man  allein  zu Hause ist“, kommentiert er das Geschehen. Offenbar stellen sich auch die Erwachsenen nicht die Frage, ob sie eine Schuld an dem Vorkommnis tragen.

## Aufbau
Das Geschehen ist rückblickend erzählt. Kaschnitz baut Spannung auf, indem sie den Ich-Erzähler erst berichten lässt, dass er seit dem Vorfall am Tag vor Allerseelen von aller Welt gefragt wird, was denn in ihm vorgegangen sei, und Vorwürfe zu hören bekommt, weil es ihm doch an nichts gefehlt habe. Was eigentlich geschehen ist und diesen Ansturm von Fragen ausgelöst hat, wird lange nicht erwähnt, dafür wird aber auf den ersten Seiten der Kurzgeschichte bereits klar, dass die Erwachsenen die Nöte des vereinsamten Kindes nicht verstehen oder nicht wahrnehmen wollen. In zahlreichen Einzelheiten wird hier schon das Dasein des Jungen, der zu Hause keinerlei Ansprache hat, geschildert. Erst allmählich wird durch Zitieren der Fragen konkretisiert, dass der Vorfall etwas mit Feuer zu tun haben muss: „Alle  Erwachsenen  haben  später  wissen  wollen, was  ich  am  liebsten  spiele,  und  es  wäre  ihnen  recht  gewesen,  wenn  ich  gesagt  hätte,  mit  der  Feuerwehrleiter  oder  mit  dem  Puppenzimmer,  in  dem  ein  winziger  Adventskranz  mit  richtigen  kleinen  Kerzen  hängt,  kurz  mit  irgend  etwas,  das  mit  Feuer  zu  tun  hat  oder  mit  Licht.  Ich  habe  aber  gesagt,  mit  meinen  kleinen  Autos“, berichtet das Kind, um kurz darauf zu erklären: „Natürlich  habe  ich  an  dem  Nachmittag  gar  nicht  mit  meinen  Autos  spielen  wollen,  sondern  mit  meiner Familie, aber von der wissen meine Eltern nichts, und sie brauchen auch nichts von ihr zu erfahren, und die Lehrer auch nicht, und erst recht nicht der Arzt“. Und dann erst beginnt die eigentliche Erzählung von der verlorenen Ersatzfamilie und der beendeten Kindheit. Am Ende geht der Erzähler nochmals auf die Situation ein, in der er sich jetzt befindet: Nach wie vor unverstanden und von den Erwachsenen ausgefragt, aber auch nach dem Vorfall mit dem Feuer nicht ausreichend betreut.

## Rezeption
Popp und Mingel fand Eingang in den Schulunterricht und in die Sekundärliteratur. Die Kurzgeschichte wurde unter anderem mit Gabriele Wohmanns Roman Paulinchen war allein zu Haus verglichen, deren Protagonistin, die achtjährige Paula, bei ihren von modernen Erziehungsmodellen überzeugten Adoptiveltern „eine Hölle der Lieblosigkeit“ durchleide. „Beide Kinder glauben sich ihrer Kindheit beraubt, sehnen sich nach Gefühlen und Geborgensein, möchten wichtig und ernst genommen werden.“ Und beide Kinder entwickelten wegen ihrer fehlgestalteten Kindheit ein gestörtes Verhalten. In Rūta Eidukevičienės Buch Jenseits des Geschlechterkampfes wird allerdings ausgerechnet die angebliche Brandstiftung des Ich-Erzählers bei Kaschnitz als Störung bezeichnet und nicht die vorhergegangene Schaffung der Ersatzfamilie, obwohl eigentlich in der ganzen Kurzgeschichte deutlich wird, dass der Brand nur ein zufälliges Unglück ist, die Vernachlässigung des Kindes durch die realen Eltern aber die Erschaffung einer Gegenwelt durch den Jungen notwendig gemacht hat.
Die Qualität der Kurzgeschichte wird in einem Artikel in der Zeit aus dem Jahr 1975 gewürdigt: „Eine streng gebaute, in der Form eines Ringes strukturierte Geschichte, deren Besonderheit in der realen Traumwelt und der zweideutigen Realität liegt. Das Reich der Phantasie ist klar, das Reich der Wirklichkeit, erahnt, begriffen, geleugnet, ist ambivalent.“ Der Autor (Walter Jens) hebt hier insbesondere die Unterschiede zwischen Kaschnitz' Text und dessen Verfilmung durch Ula Stöckl aus dem Jahr 1975 hervor. Der Film erreiche bei weitem nicht die Qualität der Erzählung, so der Tenor: „Der Traum verkam zu vager Poesie (die Struktur der Phantasiefamilie wurde nicht deutlich: die vier Personen, Vater Fußball, Mutter Puppe, Bruder Schachpferd, Schwester Luftballon gewannen keine Identität); die Realität wurde in der Form eines naturalistischen Spektakels auf den Bildschirm gebracht: Alles klischeebestimmt und krud. Liebes Kind, böse Eltern. [...] Nur bitte recht deutlich! [...] Nur immer vergröbert! [...] So verhunzt man eine Geschichte; so beraubt man sie ihrer Pointe: der paradoxen Darstellung von Traum- und Wirklichkeitsreich.
Aber selbst das hätte noch durchgehen mögen, wenn die Bearbeiterin wenigstens konsequent gewesen wäre. [...] Während das Erzählungsende höchst plausibel ist, da der Doktor, der den Jungen behandelt, zur fremden Welt der Inquisitoren gehört, nimmt sich das Finale im Film nahezu absurd aus: Hier ist der Arzt ein Freund, der vom Kind umarmt und geküßt wird ... eine Version, die mit Sicherheit ein anderes als das in der Geschichte vorgegebene Ende verlangt.“ Und so erhebt denn der Autor schließlich „Einspruch im Namen der Poesie.“
1975 beauftragte das Studienprogramm „Das kleine Fernsehspiel des Zweiten Programms die Filmemacherin Ula Stöckl mit dem Thema Schlüsselkinder anhand der Geschichte von Popp und Mingel.  Sie erweiterte den Stoff aus eigener Phantasie und realisiert ihn als Schwarz-Weiß-Film Nacherzählung. Erfunden hat sie vor allem die Traumszenen des Jungen, um die Liebesbedürftigkeit eines Kindes hervorzuheben, der man mit „Hier hast du 3 Mark, gehe ins Kino!” nicht begegnen kann.
Die knapp sieben Seiten des literarischen Vorwurfs setzte die sensible Regisseurin in 50 dichte Filmminuten um. Einfühlsame Einzelbeobachtungen reichern die sparsame Vorlage an. Ula Stöckl gibt den ursprünglich nur zitatenhaft eingeführten Charaktermasken der Eltern Patricks Leben und Profil. Dabei meidet sie das Klischee der „bösen Erwachsenen”: Nicht Sadismus, sondern schlichte Gedankenlosigkeit löst die Reaktionen aus.